# Tracéologie
La tracéologie ou analyse fonctionnelle est une discipline  scientifique liée à l'archéologie — et en particulier à l'archéologie préhistorique — qui a pour but d'étudier les traces d'usure produites sur des objets archéologiques, notamment sur les outils de pierre taillée.
Le tracéologue est le chercheur spécialisé dans cette discipline. En archéologie expérimentale, il fabrique des outils pour les utiliser sur de nombreuses substances et apprendre à en déterminer les microtraces.

## Éléments historiques
Cette discipline est née en Russie dans les années 1930 mais elle n'est connue qu’à partir de la diffusion de l'ouvrage de référence (1957, traduit en anglais en 1964) du préhistorien russe Sergueï A. Semenov (1898-1978). « Cet archéologue pionnier s’est intéressé aux traces ayant une origine « active » (liées à l’utilisation), ou bien « passive », (liées à la manufacture, mais qui peuvent aussi résulter de la préhension, du transport ou du port), et a montré que des objets en diverses matières premières pouvaient livrer des traces d'usure diagnostiques (silex, obsidienne, os, bois, coquillage, métal, …) ».
Les travaux pionniers en France dans ce domaine sont l'œuvre de Danielle Stordeur (1983, avec Anderson-Gerfaut, 1985).

## Méthodologie
Les analyses tracéologiques se basent sur l'examen, notamment à l'échelle microscopique, des stigmates d'usure (stries, émoussés, écaillures, polis) situés sur les parties actives des outils en œuvre. Cette analyse, même si elle est perfectible, est établie sur des critères opératoires. L’analyse  macroscopique s'intéresse davantage aux altérations du volume des objets marqués par un degré d'usure élevé. Chaque matière d'œuvre (bois, viande, peau, végétaux, minéraux...) laisse une signature plus ou moins spécifique, qu'il est possible d'identifier grâce à des corpus de comparaison établis lors d'expérimentations. Les actions (découpe, rainurage, grattage, perforation....) ainsi que la durée de l'activité sont également identifiables. À ce jour, elle a essentiellement été appliquée aux outils en silex ou en obsidienne mais de rares essais concluants ont également concerné des matériaux tels que les quartz, les quartzites ou les basaltes.
Plus récemment, tirant parti des progrès de la tribologie, la tracéologie a également été appliquée à d'autres matériaux tels que les matières dures animales (os, ivoire, bois de Cervidés), les métaux et le bois. 
Les données obtenues permettent de caractériser les modalités de gestion de l’outillage et d’établir des spectres fonctionnels quantifiés qui peuvent être interprétés dans une perspective socio-économique, comme l’a fait Bernard Gassin sur des séries du Chasséen provençal.